# Wojciech Nawrocik
Wojciech Ignacy Nawrocik (ur. 16 stycznia 1938 w Lesznie) – polski fizyk, profesor nauk fizycznych, specjalizuje się w badaniu struktury i dynamiki kryształów molekularnych, nauczyciel akademicki Uniwersytetu im. Adama Mickiewicza w Poznaniu. Popularyzator fizyki.

## Życiorys
Maturę zdał w I LO w rodzinnym Lesznie. Studia z fizyki ukończył na Wydziale Fizyki i Matematyki UAM, gdzie następnie został zatrudniony i zdobywał kolejne awanse akademickie. Tytuł profesora nauk fizycznych został mu nadany w 2002 roku. Zagraniczne staże naukowe odbywał m.in. w Zjednoczonym Instytucie Badań Jądrowych w podmoskiewskiej Dubnej, z którym współpracuje od 1970 roku.
Na macierzystym Wydziale Fizyki UAM pracuje jako profesor w Zakładzie Kryształów Molekularnych. W latach 1993–1999 pełnił funkcję dziekana. W pracy badawczej zajmował się początkowo fizyką dielektryków, a następnie zajął się strukturą i dynamiką kryształów molekularnych. Jest organizatorem szeregu festiwali, demonstracji naukowych i wydarzeń popularyzujących fizykę. 
Jest członkiem Polskiego Towarzystwa Fizycznego (od 2015 członek honorowy) oraz międzynarodowej sieci EUPEN (ang. European Physics Education Network) zajmującej się monitorowaniem nauczania fizyki. Był ponadto członkiem szeregu zespołów doradczych Ministerstwa Nauki i Szkolnictwa Wyższego oraz członkiem Komitetu Badań Naukowych (Zespół Nauk Matematycznych, Fizycznych i Astronomii). Współzałożyciel i członek Leszczyńskiego Towarzystwa Przyjaciół Nauk.
Swoje prace publikował m.in. w "Physical Review B" oraz "Journal of Molecular Structure".
W 2008 został laureatem konkursu „Popularyzator nauki”, organizowanego przez Ministerstwo Nauki i Szkolnictwa Wyższego oraz serwis „Nauka w Polsce” Polskiej Agencji Prasowej. W 2011 otrzymał Nagrodę PTF im. Krzysztofa Ernsta za Popularyzację Fizyki oraz tytuł honorowego obywatela miasta Leszna. 
Żonaty z Barbarą, ma troje dzieci.

## Odznaczenia i wyróżnienia
- Krzyż Kawalerski Orderu Odrodzenia Polski (2019)[9]